# 森谷彩子
森谷 彩子（もりや さいこ、12月16日 - ）は、日本の声優、舞台女優。東京都世田谷区生まれ、埼玉県所沢市育ち。賢プロダクション所属。

## 略歴
2007年度演劇集団キャラメルボックス俳優教室5期生卒業。後に旋風計画に劇団員として所属。
スクールデュオ18期生。2018年4月より賢プロダクションに所属し、声優活動も開始する。

## 人物
特技はマッサージ、人の顔と名前を覚えること。趣味は舞台・映画鑑賞、推し活、整理整頓。資格は漢字検定準2級。

## 出演
太字はメインキャラクター。

### テレビアニメ
2019年
- サザエさん　
- ダンベル何キロ持てる?（主婦）
- Fate/Grand Order -絶対魔獣戦線バビロニア-（巫女長）
- ちはやふる3（客）

2020年
- ポケットモンスター（リンゴ売り）
- 進撃の巨人（2020年 - 2021年、ナンビア）

2021年
- ゆるキャン△ SEASON2（和菓子屋店員）
- 裏世界ピクニック（おばさん）
- 真・中華一番!（老婆）
- BEASTARS（店員）
- 幼なじみが絶対に負けないラブコメ（志田銀子）
- スライム倒して300年、知らないうちにレベルMAXになってました（村人B）
- TSUKIPRO THE ANIMATION 2（侍女）
- 海賊王女（アン・ボニー）

2022年
- ヒューマンバグ大学 -不死学部不幸学科-（乗客A）

2023年
- 人間不信の冒険者たちが世界を救うようです（患者）
- もういっぽん!
- 転生王女と天才令嬢の魔法革命（侍従長）
- ひろがるスカイ!プリキュア（少女、空手部員）
- 江戸前エルフ（木島、歌声）
- でこぼこ魔女の親子事情（チャンバ）

2024年
- まぁるい彼女と残念な彼氏（内田）
- 烏は主を選ばない（垂氷の村人）
- 未来の黒幕系悪役令嬢モリアーティーの異世界完全犯罪白書（ミス＝フィアレディー）

2025年
- 君のことが大大大大大好きな100人の彼女（サブゴリラD）

### Webアニメ
- スプリガン（2022年、女性B）

### ゲーム
- ヘブンバーンズレッド（2024年、習志野ドーム住民）

### 吹き替え

#### 映画
- アンカット・ダイヤモンド（カット）
- オン・ザ・ロック（ヴァネッサ〈ジェニー・スレイト〉）
- スーパーマン（スーパーマンロボ5号[9]）
- スウィンダラーズ
- ハンガー・ゲーム0

#### ドラマ
- オール・アバウト・ワシントン（英語版）
- トゥルークライム・ショー:殺人狂騒曲（英語版）（ルビー〈プリシラ・キンタナ〉[10]）
- Nightflyers/ナイトフライヤー（メランサ・ジャール）
- 初恋は初めてなので（朝鮮語版）（ソンイの母〈ユン・ボギン〉）
- モダン・ラブ 〜今日もNYの街角で〜（レズリー、ジャニス）
- レジデント 型破りな天才研修医 シーズン2（ナタリー）

#### アニメ
- 緑のたまごとハム 〜サムとガイの大冒険〜（英語版）（グランツ）

### ボイスオーバー
- アニマルプラネット 恐竜の歩いた道（ローナ 他）
- クィア・アイ シーズン3（クリッシー）
- クリケット・フィーバー（DJロヒニ）
- ゴードン・ラムゼイ:秘境の青空キッチン（シーズン1第4話サンディ役）
- 世界の摩訶不思議な家 シーズン2
- 地球ドラマチック 大人になったらやりたいこと
- ハイパードライブ
- BS世界のドキュメンタリー
  - ヒトラー最期の謎
  - 偽りの後見人
- フリンチ: 怯んだら負け!
- 冒険!世界ミステリーハンター
  - シャングリラの秘密
  - 特別編 シャングリラを探せ・後編
- 本番まで、あと7日
- ラスト・バレー・レストーラー :修復は俺たちに任せろ!

### 舞台
- 演劇集団キャラメルボックス俳優教室2007年度卒業公演「ナツヤスミ語辞典」（2007年12月12日 - 16日、ザ・ポケット）[4]
- CUTE BEAT
  - 第1回公演「空色みつばちが見つけた方程式」（2009年1月15日 - 18日、シアターシャイン）[11]
  - 第2回公演「せぶんからーず」（2010年4月23日 - 25日、シアターシャイン）[12]
  - 第3回公演「たおもみち」（2011年10月7日 - 10日、シアターシャイン）[13]
- 旋風計画
  - 第1回公演「ゴースト・ラジオ～こちら天国放送局～」（2011年2月15日 - 20日、テアトルBONBON）[14]
  - 第2回公演「幸せな孤独な薔薇」（2011年8月16日 - 21日、テアトルBONBON）[15]
  - 第3回公演「アルレッキーノ～二人の主人を一度に持つと～」（2012年2月28日 - 3月4日、テアトルBONBON）[16]
  - 第4回公演「ピグマリオン」（2012年8月9日 - 19日、劇団HOPE）[17]
  - 第5回公演「ソープオペラ」（2013年2月19日 - 24日、テアトルBONBON）[18]
  - 第6回公演「曲がり角の悲劇」（2013年8月13日 - 18日、テアトルBONBON）[19]
  - 第7回公演「Every Little Step」（2014年4月2日 - 6日、SPACE 雑遊）[20]
  - 第8回公演「HARUKA」（2014年8月20日 - 24日、ザ・ポケット）[21]
  - 第10回公演「セツアンの善人」（2015年6月17日 - 21日、サンモールスタジオ）[22]
  - 第11回公演「クローズ・ユア・アイズ」（2016年3月16日 - 20日、ザ・ポケット）[23]
- BIG MOUTH CHICKEN公演「DREAMERS SMILE」（2013年6月28日 - 7月2日、武蔵野芸能劇場）[24]
- Special Playing Company 鈴舟公演「ソウルマン」（2015年3月18日 - 22日、スペース・ゼロ）